# Bjelašnica
Le mont Bjelašnica (en cyrillique : Бјелашница) est une montagne du centre de la Bosnie-Herzégovine. Elle se situe au sud-ouest de la ville de Sarajevo, dans la région où se trouve également le mont Igman. Son sommet culmine à 2 067 mètres.
Le mont Bjelašnica est une destination touristique populaire pour la randonnée et le ski. La station de ski de taille moyenne qui a été développée sur les pentes de la montagne a accueilli les Jeux olympiques d'hiver de 1984 — elle était une des montagnes principales avec celles de Igman et de Jahorina. De nombreuses infrastructures subsistent toujours actuellement dans un but touristique.
La base de la montagne est largement boisée, alors que les arbres sont absents au-dessus de 1 500 mètres.
L’étymologie du nom de la montagne viendrait du mot Bijel qui signifie « Blanc ».
Au pied sud de la montagne se trouve l'Armijska Ratna Komanda D-0, un bunker nucléaire et un centre de commandement militaire de l'époque de la guerre froide, surnommé « le bunker de Tito ».